# Thomas Maria Weber

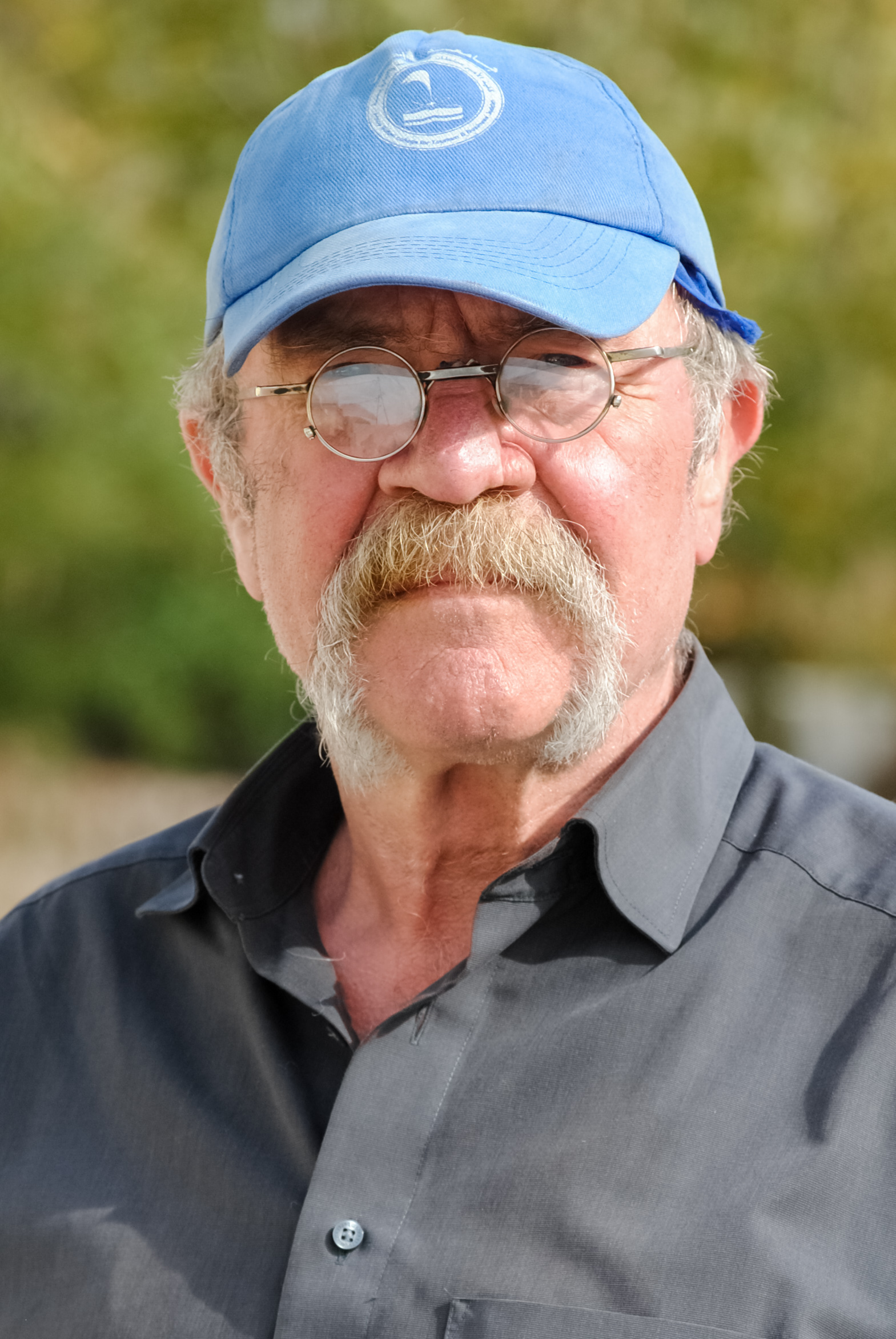
Thomas M. Weber-Karyotakis (2019)

Thomas Maria Weber, seit 2016 Weber-Karyotakis, (* 24. Dezember 1953 in Bockum-Hövel) ist ein deutscher Klassischer Archäologe.

## Leben
Thomas Maria Weber studierte von 1974 bis 1982 an der Universität Mainz, der Universität Bonn und der University of Oxford Klassische Archäologie, Alte Geschichte, Byzantinistik und Christliche Archäologie. Die Promotion erfolgte 1982 in Mainz mit einer Dissertation zum Thema Bronzekannen. Studien zu ausgewählten archaischen und klassische Oinochoenformen aus Metall in Griechenland und Etrurien. 1982/83 war Weber Reisestipendiat des Deutschen Archäologischen Instituts und anschließend 1984/85 Referent an der Abteilung Damaskus des Deutschen Archäologischen Instituts. 1985 wurde er Leiter der Zweigstelle Amman des Deutschen Evangelischen Instituts für Altertumswissenschaft des Heiligen Landes. Gefördert durch Forschungs- und Habilitationsstipendien des Deutschen Archäologischen Instituts und der Deutschen Forschungsgemeinschaft (DFG) arbeitete Weber an seiner Habilitation zum Thema Gadara Decapolitana. Untersuchungen zur Topographie, Geschichte, Architektur und der bildenden Kunst einer „Polis Hellenis“ im Ostjordanland. Er erhielt 1996 die Venia Legendi an der Universität Mainz, wo er schon seit 1994 lehrte. Zwischen 1995 und 1997 war Weber zudem Chefredakteur beim Verlag Philipp von Zabern in Mainz, wo er die Zeitschrift Antike Welt betreute. Von 1997 bis 2008 war er Teilprojektleiter beim an der Universität Mainz angesiedelten Sonderforschungsbereich 295 der DFG. Zwischen 2001 und 2003 führte Weber eine Gastprofessur nach Paris und als Chercheur Associé des Centre national de la recherche scientifique nach Nanterre. 2003 leitete er das Syrisch-Europäische Projekt „Arabische Bilddatenbanken“ in Damaskus. Ein Jahr später wurde er zum außerplanmäßigen Professor in Mainz ernannt. Seit 2008 arbeitete Weber am Projekt Sculptures from Roman Syria II. The Marble Sculpture mit. Ab 2010 war er Professor für Klassische Archäologie an der Universität von Jordanien in Amman. Von 2016 bis 2020 lehrte er als Langzeitdozent des Deutschen Akademischen Austauschdienstes an der School of Architecture and Built Environment der German-Jordanian University in Amman. Im akademischen Jahr 2021/22 war er Member des Institute for Advanced Study in Princeton.
Weber ist korrespondierendes Mitglied des Deutschen Archäologischen Instituts. Er führte Ausgrabungen und Feldforschungen in Griechenland, Syrien, Jordanien, Jemen, Saudi-Arabien und Libyen durch. Er ist Fachmann für griechische und etruskische Toreutik, historische Geographie, römische Sarkophage, römische, frühchristlich-byzantinische und islamische Architektur, byzantinische Realienkunde sowie römische Plastik Vorderasiens. 2018 wurde er mit dem Bundesverdienstkreuz am Bande ausgezeichnet.
Seit Oktober 2020 lebt er im Ruhestand in Griechenland.

## Schriften
- mit Johannes Koder: Liutprand von Cremona in Konstantinopel (= Byzantina Vindobonensia Band 13). Verlag der Österreichischen Akademie der Wissenschaften, Wien 1980, ISBN 3-7001-0343-3.
- Bronzekannen. Studien zu ausgewählten archaischen und klassischen Oinochoenformen aus Metall in Griechenland und Etrurien (= Archäologische Studien. Band 5). Lang, Frankfurt am Main u. a. 1982, ISBN 3-8204-7287-8 (Zugleich: Mainz, Universität, Dissertation, 1982).
- Syrisch-römische Sarkophagbeschläge. Orientalische Bronzewerkstätten in römischer Zeit (= Damaszener Forschungen. Band 2). von Zabern, Mainz 1989, ISBN 3-8053-0979-1.
- Pella Decapolitana. Studien zur Geschichte, Architektur und bildenden Kunst einer hellenisierten Stadt des nördlichen Ostjordanlandes (= Abhandlungen des Deutschen Palästina-Vereins. Band 18). Harrassowitz, Wiesbaden 1993, ISBN 3-447-03377-0.
- Gadara Decapolitana. Untersuchungen zur Topographie, Geschichte, Architektur und der Bildenden Kunst einer „Polis Hellenis“ im Ostjordanland (= Abhandlungen des Deutschen Palästina-Vereins. Band 30). Harrassowitz, Wiesbaden 2002, ISBN 3-447-03981-7 (Zugleich: Mainz, Universität, Habilitations-Schrift, 1995).
- Sculptures from Roman Syria in the Syrian National Museum at Damascus 1: From cities and villages in central and southern Syria. Wernersche Verlagsgesellschaft, Worms 2006, ISBN 978-3-88462-229-2.
- Mehrfigurige Statuendenkmäler in den Heiligtümern Südsyriens aus römischer Zeit; Sahr al-Ledja' II: Recherches Syro-Européennes 1998–2008 (= Bibliothèque Archéologique et Historique. Band 184). Institut Français du Proche-Orient, Aleppo – Amman – Beirut – Damaskus 2009, ISBN 978-2-35159-146-8.

Herausgeber
- mit Robert Wenning: Petra. Antike Felsstadt zwischen arabischer Tradition und griechischer Norm (= Antike Welt. Sonderband. = Zaberns Bildbände zur Archäologie). von Zabern, Mainz 1997, ISBN 3-8053-1983-5.
- mit Hans Rupprecht Goette: Marathon. Siedlungskammer und Schlachtfeld – Sommerfrische und olympische Wettkampfstätte (= Antike Welt. Sonderband. = Zaberns Bildbände zur Archäologie). von Zabern, Mainz 2004, ISBN 3-8053-3378-1.
- mit Jean-Marie Dentzer: Sahr al-Ledja II: Recherches Syro-Européennes 1998–2008, Hauran IV. (= Bibliothèque Archéologique et Historique, Volume 184), Institut Français du Proche-Orient, Aleppo-Amman-Beirut-Damaskus 2009, ISBN 978-2-35159-146-8.
- mit Ignacio Arce, Denis Feissel: The Edict of Emperor Anastasius I (491–518). An interim Report. DAAD, Amman 2014.
- mit Jean-Marie Dentzer: Sahr al-Ledja I: Recherches Syro-Européennes 1998–2008, Hauran IV. (= Bibliothèque Archéologique et Historique, Volume 209), Institut Français du Proche-Orient, Beirut 2017, ISBN 978-2-35159-729-3
- mit Ammar Khammash: Islamic Heritage Sites of Jordan – A Students Gazetteer. German-Jordanian University, National Print, Amman 2020, ISBN 978-9957-67-588-2.